# Volvocaceae
Volvocaceae é uma família de organismos biflagelados, unicelulares ou coloniais, que incluem o género típico, Volvox. O nome da família foi atribuido em 1834, por Ehrenberg in 1834. Em classificações mais antigas é conhecida como Volvocidae.

## Géneros
- Pandorina
- Eudorina
- Gonium
- Platydorina
- Pleodorina
- Volvox
- Volvulina
- Yamagishiella
- Basichlamys

## Descrição
Os membros mais simples da família Volvocaceae são conjuntos ordenados de células, cada uma semelhante ao protista unicelular Chlamydomonas e embutidos em uma matriz gelatinosa. No gênero Gonium, por exemplo, cada organismo individual é uma placa plana composta por 4 a 16 células separadas, cada uma com dois flagelos. Da mesma forma, os gêneros Eudorina e Pandorina formam esferas ocas, o primeiro composto por 16 células, o segundo por 32 a 64 células. Nesses gêneros, cada célula pode reproduzir um novo organismo por mitose.

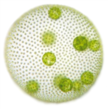
Volvox sp.

Outros gêneros de Volvocaceans representam outro princípio de desenvolvimento biológico, pois cada organismo desenvolve diferentes tipos de células. Em Pleodorina e Volvox, a maioria das células são somáticas e apenas algumas são reprodutivas. Na espécie Pleodorina californica uma colônia normalmente tem 128 ou 64 células, das quais as da região anterior têm apenas função somática, enquanto as da região posterior podem se reproduzir; a proporção sendo 3:5. Em Volvox apenas muito poucas células são capazes de reproduzir novos indivíduos, e em algumas espécies de Volvox as células reprodutivas são derivadas de células que parecem e se comportam como células somáticas. Em Volvox carteri, por outro lado, a divisão do trabalho é completa com as células reprodutivas determinadas durante a divisão celular, e elas nunca assumem funções somáticas ou desenvolvem flagelos funcionais.
Assim, os membros da família Volvocacea mais simples são organismos coloniais, mas outros são organismos verdadeiramente multicelulares. As volvocáceas maiores desenvolveram uma forma especializada de heterogamia chamada oogamia, a produção de pequenos espermatozóides móveis por um tipo de acasalamento e ovos imóveis relativamente maiores por outro. Entre as volvocáceas estão, portanto, os organismos mais simples com membros masculinos e femininos distinguíveis. Em todos as volvocáceas, a reação de fertilização resulta na produção de um zigoto diplóide dormente (zygospore) capaz de sobreviver em ambientes hostis. Uma vez que as condições tenham melhorado, o zigósporo germina e sofre meiose para produzir descendentes haploides de ambos os tipos de acasalamento.

### Inversão de colônia
A inversão de colônias durante o desenvolvimento é uma característica especial desta ordem que resulta em novas colônias com seus flagelos voltados para fora. Durante este processo, as células reprodutivas passam por sucessivas divisões celulares formando um embrião ou plakea em forma de taça, composto por uma única camada de células. Imediatamente depois, a camada de células está de dentro para fora em comparação com a configuração adulta - as extremidades apicais dos protoplastos embrionários a partir dos quais os flagelos são formados estão orientadas para o interior da plakea. Em seguida, o embrião sofre inversão, durante a qual a camada de células se inverte para formar uma colônia filha esferoidal com as extremidades apicais e os flagelos dos protoplastos filhos posicionados do lado de fora. Este processo permite a locomoção adequada de colônias esferoidais de Volvocaceae. O mecanismo de inversão foi investigado extensivamente nos níveis celular e molecular usando uma espécie modelo, Volvox carteri.
A inversão de colônias esferoidais evoluiu duas vezes durante a evolução dos Chlamydomonadales. Nas volvocáceas, a inversão surgiu pela primeira vez quando as volvocáceas divergiram das goniáceas, intimamente relacionadas Também ocorreu durante a evolução do Astrephomene. A inversão difere entre as duas linhagens: rotação de protoplastos filhos durante sucessivas divisões celulares em Astrphomene e inversão após divisões celulares em Volvocaceae.

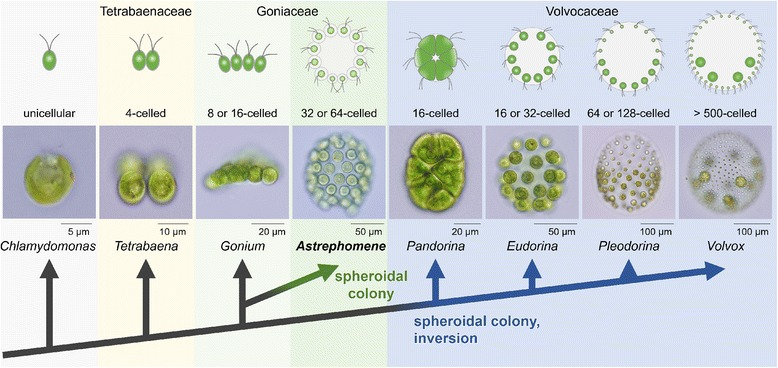
Representação esquemática das relações filogenéticas das algas volvocinas e a evolução paralela da colônia esferoidals. Todos os desenhos e fotografias representam vistas laterais de indivíduos com extremidades anteriores orientadas para o topo desta figura.